# Четирите годишни времена
„Четирите годишни времена“ (на италиански: Le quattro stagioni) е програмно музикално произведение, написано от италианския бароков композитор Антонио Вивалди.
То е съставено от 4 цигулкови концерта от по 3 части, обрисуващи природни сцени в музика. Докато 3-те концерта са с оригинален замисъл, четвъртият – „Пролетта“, заема мотиви от операта му Il Giustino от увертюрата в първото действие (композирана по същото време).
Вдъхновението за тази творба навярно се е зародило от околностите на Мантоа. В „Четирите годишни времена“ Вивалди представя ромолене на рекичка, птичи песни (различни в отделните части на творбата), кучешки лай, бръмчене на комар, викове на овчар, буря, пияни танцьори, тиха нощ, лов, заснежени поля, деца, каращи кънки на лед, горящ огън. Всеки концерт е свързан със сонет от Вивалди, описващ сцените, претворени в музика.
Публикувани са за първи път заедно в Il cimento dell'Armonia e dell'Inventione (Опус 8) в Амстердам от Le Cène през 1725 г.

## Части
- Концерт No.1 в Ми мажор, Опус 8, RV 269, Пролет („La primavera“)
  1. Алегро
  2. Ларго
  3. Алегро
- Концерт No.2 в Сол минор, Опус 8, RV 315, Лято („L'estate“)
  1. Алегро нон молто
  2. Адажио е пиано – Престо е форте
  3. Престо
- Концерт No.3 във Фа мажор, Опус 8, RV 293, Есен („L'autunno“)
  1. Алегро
  2. Адажио молто
  3. Алегро
- Концерт No.4 във Фа минор, Опус 8, RV 297, Зима („L'inverno“)
  1. Алегро нон молто
  2. Ларго
  3. Алегро